# Aftermath (Hillsong United)
Aftermath (scritto anche 'aftər,maθ in modo stilizzato) è il secondo album studio degli Hillsong United. La produzione di questo cd è iniziata a marzo 2010 presso gli Studios 301 di Sydney ed è terminata a maggio dello stesso anno.
Lo stile dell'album è piuttosto variegato: dal pop-rock di Go e Nova si passa agli elaborati giri di chitarra di Take Heart e Father e alle dolci e delicate note di Rhytms Of Grace, Like An Avalanche e Bones.

## Tracce
1. Take Heart (Joel Houston) - 7:37
2. Go (Matt Crocker) - 3:37
3. Like An Avalanche (Dylan Thomas & Joel Houston) - 4:24
4. Rhythms Of Grace (Chris Davenport & Dean Ussher) - 5:44
5. Aftermath (Joel Houston) - 5:00
6. B.E. [interlude] (Michael Guy Chislett, Joel Houston, James Rudder) - 2:54
7. Bones (Jill McCloghry & Joel Houston) - 6:16
8. Father (Joel Houston) - 6:51
9. Nova (Joel Houston, Matt Crocker & Michael Guy Chislett) - 5:45
10. Light Will Shine (Matt Crocker & Marty Sampson) - 3:36
11. Search My Heart (Joel Houston & Matt Crocker) - 6:05
12. Awakening (Reuben Morgan & Chris Tomlin) - 7:11
13. Search My Heart (Radio Version) (Joel Houston & Matt Crocker) - 3:55

note: 